# 18. Deutscher Bundestag
Der 18. Deutsche Bundestag bestand vom 22. Oktober 2013 bis zum 24. Oktober 2017. Er wurde durch die Bundestagswahl 2013 vom 22. September 2013 gewählt. Dabei wurde erstmals das neue Bundestagswahlrecht angewendet, das negatives Stimmgewicht verhindern soll und damit das Urteil des Bundesverfassungsgerichts zum Wahlrecht von 2012 umsetzt. Die konstituierende Sitzung des 18. Bundestages fand am 22. Oktober 2013 statt, dem letztmöglichen Termin gemäß Art. 39 Absatz 2 des Grundgesetzes.
Alterspräsident war Heinz Riesenhuber von der CDU (Bundesminister a. D.).
Mit dem Beginn dieser Sitzung wurden die gewählten Bewerber Mitglieder des 18. Bundestages (§ 45 BWahlG); die Amtsperiode der Mitglieder des 17. Bundestages endete.
In der vierten Sitzung am 17. Dezember 2013 wählte der 18. Deutsche Bundestag Angela Merkel mit 462 Ja-Stimmen, 150 Nein-Stimmen und 9 Enthaltungen im ersten Wahlgang zum dritten Mal zur Bundeskanzlerin (siehe auch Kabinett Merkel III). Damit hatte die Regierungsbildung so lange wie noch nie zuvor nach Beginn einer neuen Legislaturperiode gedauert.

## Mitglieder des Bundestages
- LINKE: 64
- SPD: 193
- GRÜNE: 63
- CDU/CSU: 309
- fraktionslos: 1

Nach dem amtlichen Endergebnis hatte der 18. Bundestag zu Beginn der Wahlperiode 631 Abgeordnete. Er hatte damit durch das neue Wahlrecht 9 Abgeordnete mehr als der 17. Deutsche Bundestag zu Beginn der Wahlperiode 2009. Von den 631 Mitgliedern des Bundestages entfielen 311 Mandate auf CDU/CSU, 193 auf die SPD, 64 auf Die Linke und 63 auf Bündnis 90/Die Grünen. Die FDP war durch ihr Scheitern an der Fünf-Prozent-Hürde erstmals seit Gründung der Bundesrepublik Deutschland im Jahre 1949 nicht mehr im Deutschen Bundestag vertreten. Die Linke stieg erstmals knapp zur drittstärksten Kraft unter den Bundestagsfraktionen auf. Es gab weder eine CDU/CSU- noch eine rot-grüne absolute Parlamentsmehrheit („Kanzlermehrheit“); neben einer „großen“ wäre allerdings eine rot-rot-grüne Koalition aus SPD, Grünen und der Linken möglich gewesen. Mit Ablauf des 4. September 2015 schied Katherina Reiche aus dem Bundestag aus, der seitdem 630 Abgeordnete hat, davon 310 von der CDU/CSU. Mit Wirkung vom 15. Januar 2017 erklärte Erika Steinbach wegen ihrer abweichenden Meinung in Fragen der Flüchtlingspolitik ihren Rücktritt aus der CDU/CSU-Fraktion und gehörte dem Parlament dem Rest der Legislaturperiode als fraktionslose Abgeordnete an.
Im 18. Deutschen Bundestag waren zu Beginn der Wahlperiode 230 Frauen vertreten, 26 mehr als im 17. Bundestag. Der Frauenanteil im höchsten deutschen Parlament stieg gegenüber dem vorhergehenden Bundestag um rund 3,5 Prozentpunkte und erreichte mit 36,3 Prozent den bisher höchsten Stand. Der Anstieg des Frauenanteils gegenüber der letzten Wahlperiode ist der höchste Anstieg, seitdem ihr Anteil 1998 die 30-Prozent-Marke übersprang und in der nachfolgenden Phase sogar erstmals seit 1972 wieder rückläufig war.

## Konstituierende Sitzung
Gemäß § 1 Absatz 1 der Geschäftsordnung des Deutschen Bundestages lud der Präsident des 17. Bundestages, Norbert Lammert, die bei der Bundestagswahl 2013 gewählten Personen zur konstituierenden Sitzung, die am 22. Oktober 2013 stattfand. § 1 Abs. 2 entsprechend leitete Alterspräsident Heinz Riesenhuber die Sitzung, bis der im Amt bestätigte Präsident Lammert sein Amt übernahm.

## Präsidium
Norbert Lammert wurde mit 591 Stimmen in seinem Amt als Bundestagspräsident bestätigt. Zu seinen Stellvertretern wurden Johannes Singhammer (CSU) mit 442, Peter Hintze (CDU) mit 449, Ulla Schmidt mit 520, Edelgard Bulmahn (beide SPD) mit 534 und Petra Pau (Die Linke) mit 451 Stimmen gewählt. Zudem wurde für die kleinste Fraktion Bündnis 90/Die Grünen mit 415 Stimmen deren ehemalige Parteivorsitzende Claudia Roth gewählt.
Anders als in der 17. Wahlperiode beanspruchten die beiden größten Fraktionen CDU/CSU sowie die SPD je einen weiteren Posten für das Amt des Bundestagsvizepräsidenten für sich, was zu Kritik seitens der Opposition führte.
Am 26. November 2016 starb Bundestagsvizepräsident Peter Hintze. Seine Nachfolgerin wurde im Januar 2017 für den Rest der Legislaturperiode bis Oktober 2017 Michaela Noll (CDU).

## Arbeit

### Hauptausschuss
Wie Mitte November 2013 vorgeschlagen, wurde am 28. November erstmals überhaupt ein sogenannter Hauptausschuss eingesetzt, der die regulären Ausschüsse zeitweise ersetzte. Ihm gehörten 47 Parlamentarier (23 CDU/CSU, 14 SPD, 5 Die Grünen, 5 Die Linke und ebenso viele Stellvertreter)  an. Die Leitung lag beim Bundestagspräsidium, das jedoch nicht stimmberechtigt war. Nach Einsetzung der regulären Ausschüsse wurde er wieder aufgelöst. Hintergrund war, dass CDU/CSU und SPD die regulären Ausschüsse erst nach Kanzlerwahl und Regierungsbildung einsetzen wollten und deshalb seit der Bundestagswahl am 22. September 2013 keine Ausschussarbeit stattgefunden hatte. Bereits bei der zweiten Sitzung am 18. November war ein Entschließungsantrag der Grünen (Drucksache 18/65) in den damals noch nicht vorhandenen Hauptausschuss überwiesen worden.
Kritik und Bedenken hinsichtlich der Verfassungsmäßigkeit an dem Plan wurden von den Grünen, den Linken und von Wissenschaftlern wie Wolfgang Zeh und Hans Meyer geäußert. Bundestagspräsident Lammert, der in seiner Rede zur Konstituierenden Sitzung betont hatte, dass „[a]uch während der Dauer der Koalitionsverhandlungen […] die Handlungsfähigkeit von Parlament und Regierung gesichert [ist]“, sah durch den Hauptausschuss die Arbeitsfähigkeit des Bundestags gesichert.

### Gremien
Der Bundestag bildete 23 ständige Bundestagsausschüsse sowie mehrere weitere Bundestagsgremien.
Das Parlamentarische Kontrollgremium tagte am 24. Oktober 2013 noch in der Besetzung der Vorperiode, also einschließlich der beiden ehemaligen Abgeordneten der FDP, Gisela Piltz und Hartfrid Wolff.

## Minderheitenrechte
Aufgrund der geringen Größe der Opposition in der 18. Wahlperiode (gerade einmal 20 %) wurde die Kritik laut, durch eine so große Regierungskoalition würden die Minderheitenrechte ausgehöhlt: Denn etwa für die Einsetzung eines Untersuchungsausschusses wären normalerweise die Stimmen eines Viertels der Mitglieder des Bundestages vonnöten – das hieße, die Opposition wäre auf 31 Stimmen der Regierungsfraktionen angewiesen und könnte so ihrer Kontrollfunktion nicht effektiv nachgehen. Aus diesem Grund erließ der Bundestag eine Sonderregelung (§ 126a GOBT), die die oben genannten Rechte der Opposition stärkt und beispielsweise bereits 120 Mitglieder ermächtigt, einen Untersuchungsausschuss einzusetzen.
Darüber hinaus strengte die Fraktion der Linkspartei ein Organstreitverfahren an, um unter Berufung auf den verfassungsmäßigen Grundsatz der effektiven Opposition zu erwirken, dass die Quoren weiterer Minderheitenrechte abgesenkt werden. Das Bundesverfassungsgericht wies die entsprechenden Anträge mit Entscheidung vom 3. Mai 2016 jedoch ab.